# Almo
Almo (in greco antico: Ἄλμος?, Àlmos) è un personaggio della mitologia greca.

## Genealogia
Figlio di Sisifo e di Merope, divenne padre di Crise e Crisogeneia.
Non sono noti nomi di mogli o concubine.

## Mitologia
Secondo Pausania, l'unico autore che racconta di questo personaggio, Almo ottenne da Eteocle (il re di Orcomeno in Beozia), un piccolo tratto di terra dove insediarsi. Si ritiene che vi abbia fondato una località di cui divenne eponimo (Almone poi divenuta Olmone).
La notizia è riportata anche da Stefano di Bisanzio (che usa Pausania come fonte), ma cambia il nome del personaggio in Olmo (Ὄλμος), giustificando così il toponimo più recente della località.
Secondo Pausania, Crise fu sposa di Ares ed ebbe Flegias, che divenne re di Orcomeno quando Eteocle morì senza eredi, mentre Crisogeneia ebbe da Poseidone il maschio Crise, il quale succedette a Flegias e fu padre di Minia. 

Secondo un'altra versione, il nome della seconda figlia di Almo sarebbe Crisogone, e sarebbero lei e Posidone i genitori di Minia.